# Lorditomaeus fornicatus
Lorditomaeus fornicatus är en skalbaggsart som beskrevs av Schmidt 1908. Lorditomaeus fornicatus ingår i släktet Lorditomaeus och familjen Aphodiidae. Inga underarter finns listade i Catalogue of Life.